# Wards Zwergmispel
Wards Zwergmispel (Cotoneaster wardii) ist ein meist immergrüner, bis 3 Meter hoher Strauch mit orangeroten Früchten aus der Gruppe der Kernobstgewächse (Pyrinae). Das natürliche Verbreitungsgebiet der Art liegt im Tibet. Die Art wird manchmal als Zierpflanze verwendet.

## Beschreibung
Wards Zwergmispel ist ein immergrüner, bis 3 Meter hoher Strauch mit stielrunden, anfangs weißfilzigen und später verkahlenden und dann braunen und glänzenden Zweigen. Die Laubblätter sind in Blattstiel und Blattspreite gegliedert. Der Blattstiel ist 3 bis 4 Millimeter lang und dicht filzig behaart. Die Nebenblätter sind linealisch, 4 bis 6 Millimeter lang und spärlich behaart. Die Blattspreite ist ledrig, einfach, oval oder eiförmig, 2,5 bis 4 Zentimeter lang und 1,5 bis 2 Zentimeter breit, spitz und mit runder oder breit keilförmiger Basis. Es werden 5 oder 6 Blattadern gebildet. Die Blattoberseite ist glänzend dunkelgrün, anfangs fein behaart und später kahl, mit eingesenkten Blattadern; die Unterseite ist dicht silbergrau filzig behaart mit stark hervortretenden Blattadern.
Die Blütenstände sind Schirmrispen aus 9 bis 15 Blüten mit weißfilzig behaarten Blütenstandsspindeln. Die Tragblätter sind rötlich braun, linealisch, 4 bis 5 Millimeter lang und spärlich behaart. Die Blütenstiele sind weißfilzig behaart und 1 bis 3 Millimeter lang. Die Blüten haben Durchmesser von 6 bis 7 Millimeter. Der Blütenbecher ist glockenförmig und an der Außenseite dicht weißfilzig behaart. Die Kelchblätter sind dreieckig und spitz. Die Kronblätter stehen aufgerichtet, sie sind weiß und etwas rötlich eingefärbt, breit verkehrt-eiförmig oder rundlich, 3 bis 4 Millimeter lang und 2,5 bis 3,5 Millimeter breit, mit eingeschnittenem Blattrand, stumpfer Spitze und kurz genagelter Basis. Die etwa 20 Staubblätter sind etwas kürzer als die Kronblätter. Die Spitze des Fruchtknotens ist weiß behaart. Die meist zwei bis selten vier freistehenden Griffel sind etwas kürzer oder gleich lang wie die Staubblätter. Die orangeroten, verkehrt-eiförmigen Früchte haben Durchmesser von 8 bis 9 Millimeter. Je Frucht werden meist zwei Kerne gebildet. Wards Zwergmispel blüht von Mai bis Juni, die Früchte reifen von September bis Oktober.

## Vorkommen und Standortansprüche
Das natürliche Verbreitungsgebiet liegt im Südosten des Autonomen Gebiets Tibet in China. Wards Zwergmispel wächst in Trockenwäldern und Steppen in 3000 bis 4000 Metern Höhe auf mäßig trockenen bis frischen, schwach sauren bis alkalischen, sandig-lehmigen bis lehmigen, nährstoffreichen Böden an sonnigen bis lichtschattigen Standorten. Die Art ist wärmeliebend und meist frosthart.

## Systematik
Wards Zwergmispel (Cotoneaster wardii) ist eine Art aus der Gattung der Zwergmispeln (Cotoneaster). Sie wird in der Familie der Rosengewächse (Rosaceae) der Unterfamilie Spiraeoideae, Tribus Pyreae der Untertribus der Kernobstgewächse (Pyrinae) zugeordnet. Die Art wurde 1917 von William Wright Smith erstmals wissenschaftlich beschrieben. Der Gattungsname Cotoneaster leitet sich vom lateinischen „cotoneum malum“ für die Quitte (Cydonia oblonga) ab. Die Endung „aster“ ist eine Vergröberungsform für Pflanzengruppen, die im Vergleich zu ähnlichen Gruppen als minderwertig betrachtet werden. Das Artepitheton wardii verweist auf den britischen Botaniker Harry Marshall Ward.

## Verwendung
Wards Zwergmispel wird manchmal wegen der auffallenden Früchte als Zierstrauch verwendet.

## Nachweise